# Art Smakaj
Art Smakaj (Zagabria, 4 febbraio 2003) è un calciatore kosovaro, centrocampista del LASK e della nazionale kosovara Under-21.

## Carriera

### Club
Il 26 febbraio 2022 fa il suo debutto nella massima divisione del campionato croato con la Lokomotiva Zagabria.

## Statistiche

### Presenze e reti nei club
Statistiche aggiornate al 25 maggio 2024.
| Stagione        | Squadra             | Campionato      | Campionato | Campionato | Coppe nazionali | Coppe nazionali | Coppe nazionali | Coppe continentali | Coppe continentali | Coppe continentali | Altre coppe | Altre coppe | Altre coppe | Totale | Totale |
| Stagione        | Squadra             | Comp            | Pres       | Reti       | Comp            | Pres            | Reti            | Comp               | Pres               | Reti               | Comp        | Pres        | Reti        | Pres   | Reti   |
| --------------- | ------------------- | --------------- | ---------- | ---------- | --------------- | --------------- | --------------- | ------------------ | ------------------ | ------------------ | ----------- | ----------- | ----------- | ------ | ------ |
| 2021-2022       | Lokomotiva Zagabria | 1. HNL          | 3          | 0          | CC              | 0               | 0               | -                  | -                  | -                  | -           | -           | -           | 3      | 0      |
| 2022-2023       | Lokomotiva Zagabria | 1. HNL          | 13         | 0          | CC              | 1               | 0               | -                  | -                  | -                  | -           | -           | -           | 14     | 0      |
| 2023-2024       | Lokomotiva Zagabria | 1. HNL          | 26         | 1          | CC              | 4               | 0               | -                  | -                  | -                  | -           | -           | -           | 30     | 1      |
| Totale carriera | Totale carriera     | Totale carriera | 42         | 1          |                 | 5               | 0               |                    | -                  | -                  |             | -           | -           | 47     | 1      |

### Cronologia presenze e reti in nazionale
| Cronologia completa delle presenze e delle reti in nazionale ― Kosovo | Cronologia completa delle presenze e delle reti in nazionale ― Kosovo | Cronologia completa delle presenze e delle reti in nazionale ― Kosovo | Cronologia completa delle presenze e delle reti in nazionale ― Kosovo | Cronologia completa delle presenze e delle reti in nazionale ― Kosovo | Cronologia completa delle presenze e delle reti in nazionale ― Kosovo | Cronologia completa delle presenze e delle reti in nazionale ― Kosovo | Cronologia completa delle presenze e delle reti in nazionale ― Kosovo |
| Data                                                                  | Città                                                                 | In casa                                                               | Risultato                                                             | Ospiti                                                                | Competizione                                                          | Reti                                                                  | Note                                                                  |
| --------------------------------------------------------------------- | --------------------------------------------------------------------- | --------------------------------------------------------------------- | --------------------------------------------------------------------- | --------------------------------------------------------------------- | --------------------------------------------------------------------- | --------------------------------------------------------------------- | --------------------------------------------------------------------- |
| 5-6-2024                                                              | Oslo                                                                  | Norvegia                                                              | 3 – 0                                                                 | Kosovo                                                                | Amichevole                                                            | -                                                                     | 78’                                                                   |
| Totale                                                                |                                                                       | Presenze                                                              | 1                                                                     |                                                                       | Reti                                                                  | 0                                                                     |                                                                       |